# Serak

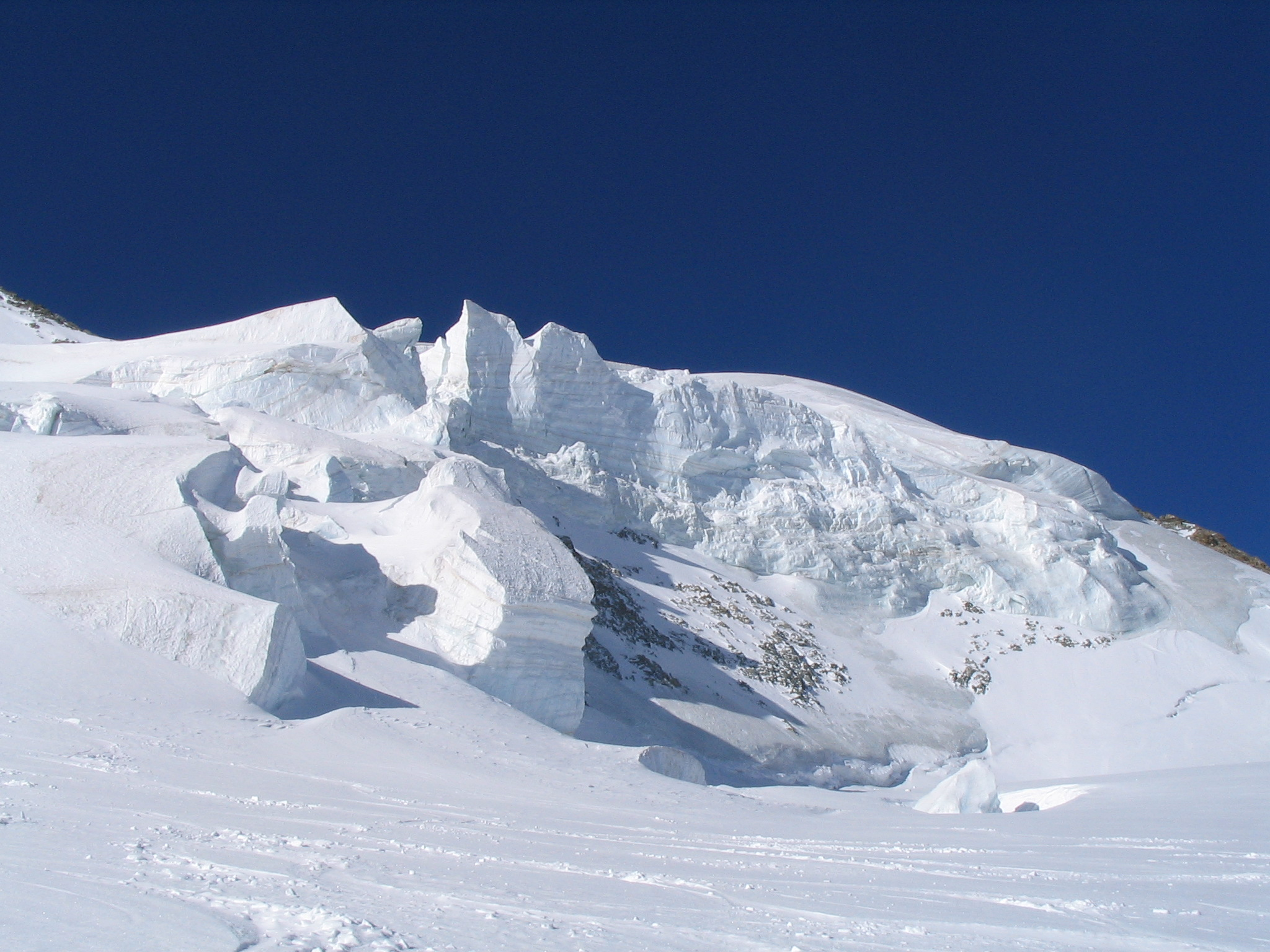
Seraky na úbočí Barre des Écrins

Serak (také sérak, původně ze švýcarské francouzštiny sérac ) je blok nebo pilíř ledovcového ledu. Obyčejně mají velikost několika metrů nebo i větší.
Na rozdíl od lavin jsou pády seraků obtížně předvídatelné, protože odtávání má na jejich stabilitu menší vliv než mechanika pohybu ledovcového pole, a tak se mohou zhroutit i v noci. Proto představují nebezpečí pro horolezce. I když bývají za trvale chladného počasí stabilní, mohou být překážkou při pohybu na ledovci. Jsou dobře známy na mnoha světových horách, například na Kančendženze.

## Vznik a výskyt
Seraky vznikají rozlámáním ledovcové plochy překročením meze plasticity ledu tam, kde se mění sklon skalního podkladu. Seraky se nacházejí v ledopádech, a to obvykle ve velkých počtech, nebo na ledových plochách na spodním okraji visutého ledovce. Příklady seraků na visutém ledovci se v Alpách nacházejí na severovýchodní stěně Piz Rosegu, severní stěně Dent d'Hérens a severní stěně Lyskammu.

## Nehody
Zhroucení velkých seraků mělo za následek alespoň 8 z 11 úmrtí horolezců při nehodě na K2 v srpnu 2008. V dubnu 2014 se zhroutil velký serak na Mount Everestu a způsobil lavinu, která zahubila 16 horolezců.

## Galerie

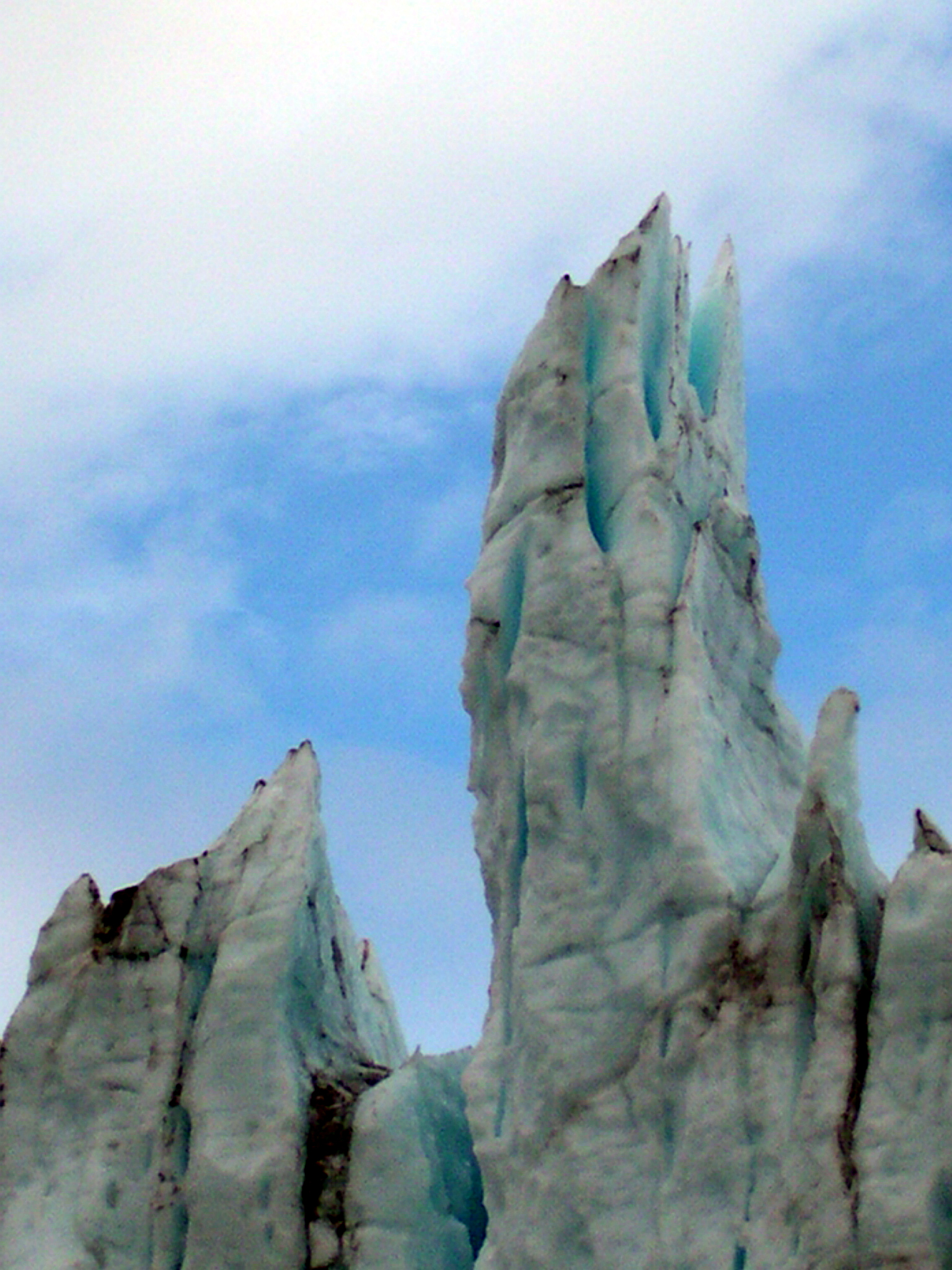
Serak na Russellově ledovci v Grónsku
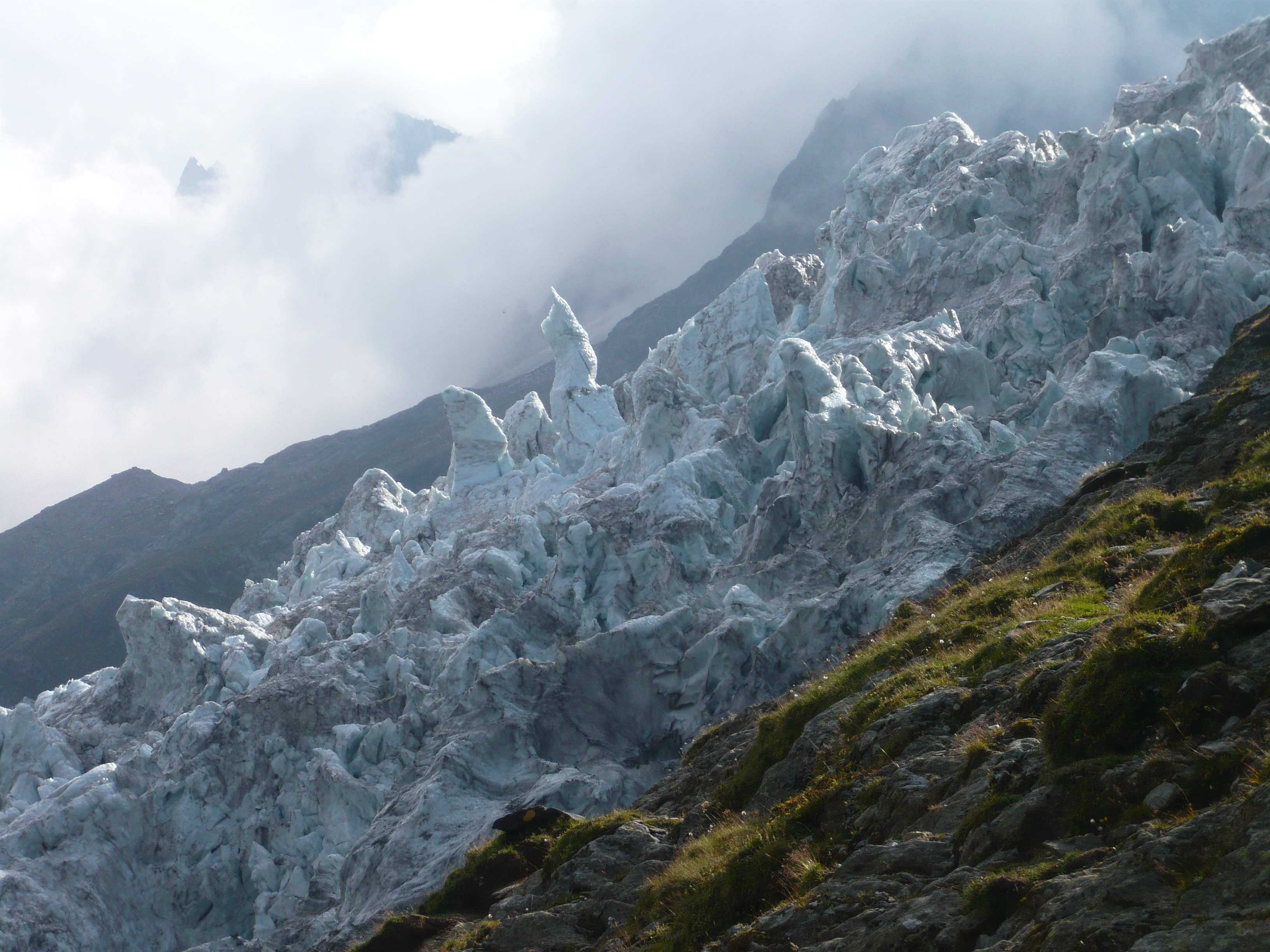
Seraky na Bossonském ledovci ve Francii
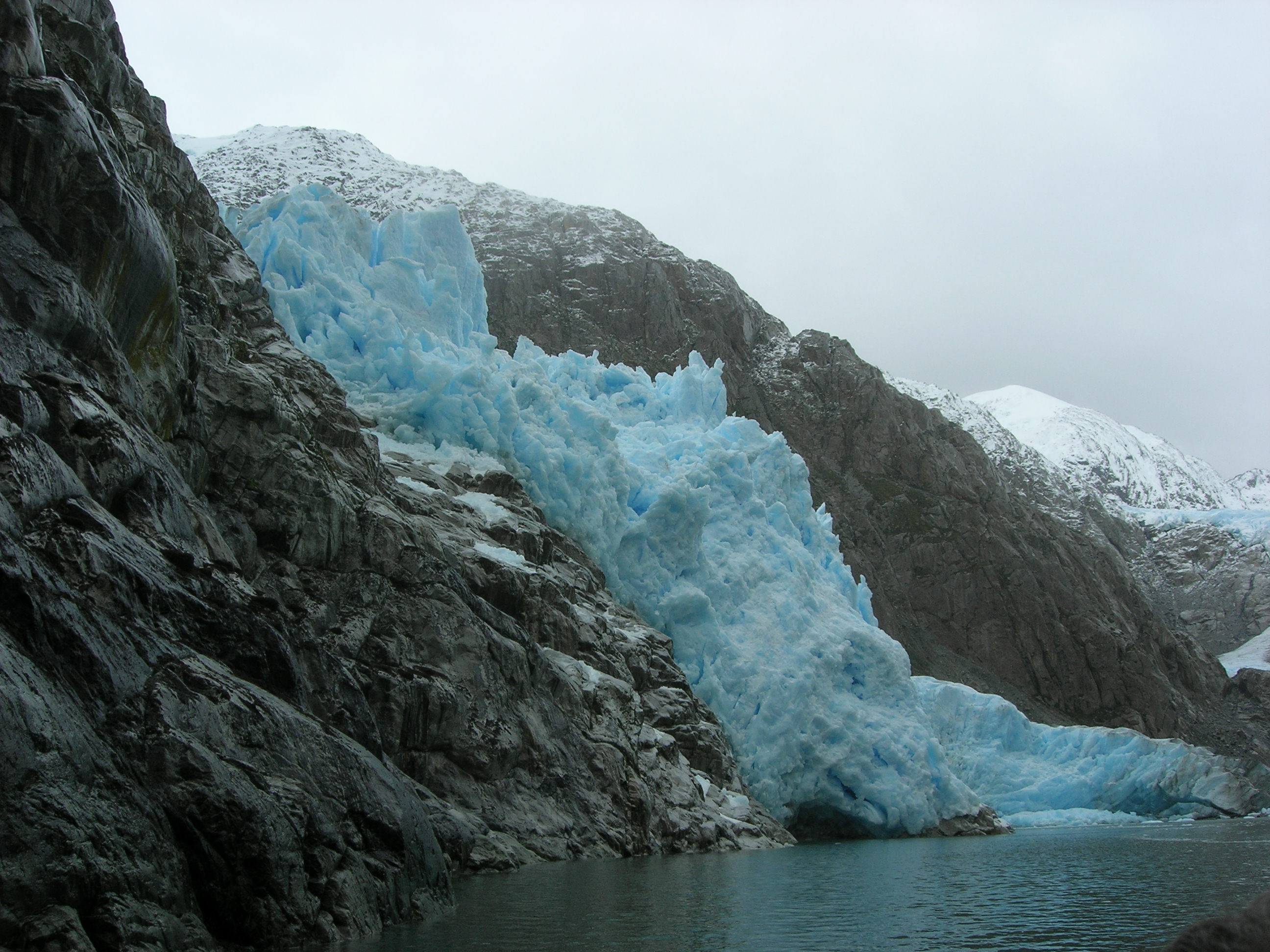
Seraky na visutém ledovci Piloto v Chile
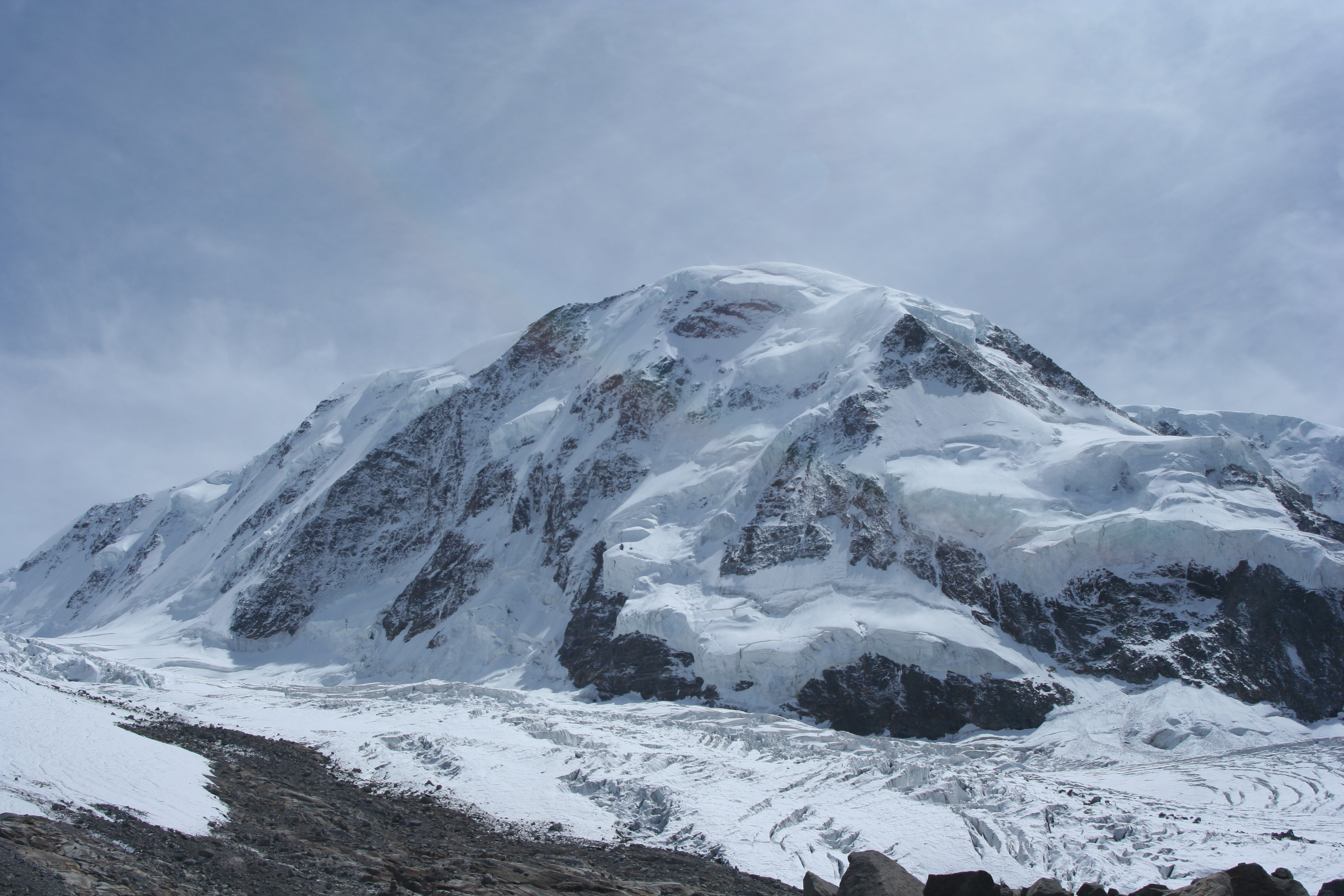
Visuté ledovce se seraky na Lyskammu ve Švýcarsku
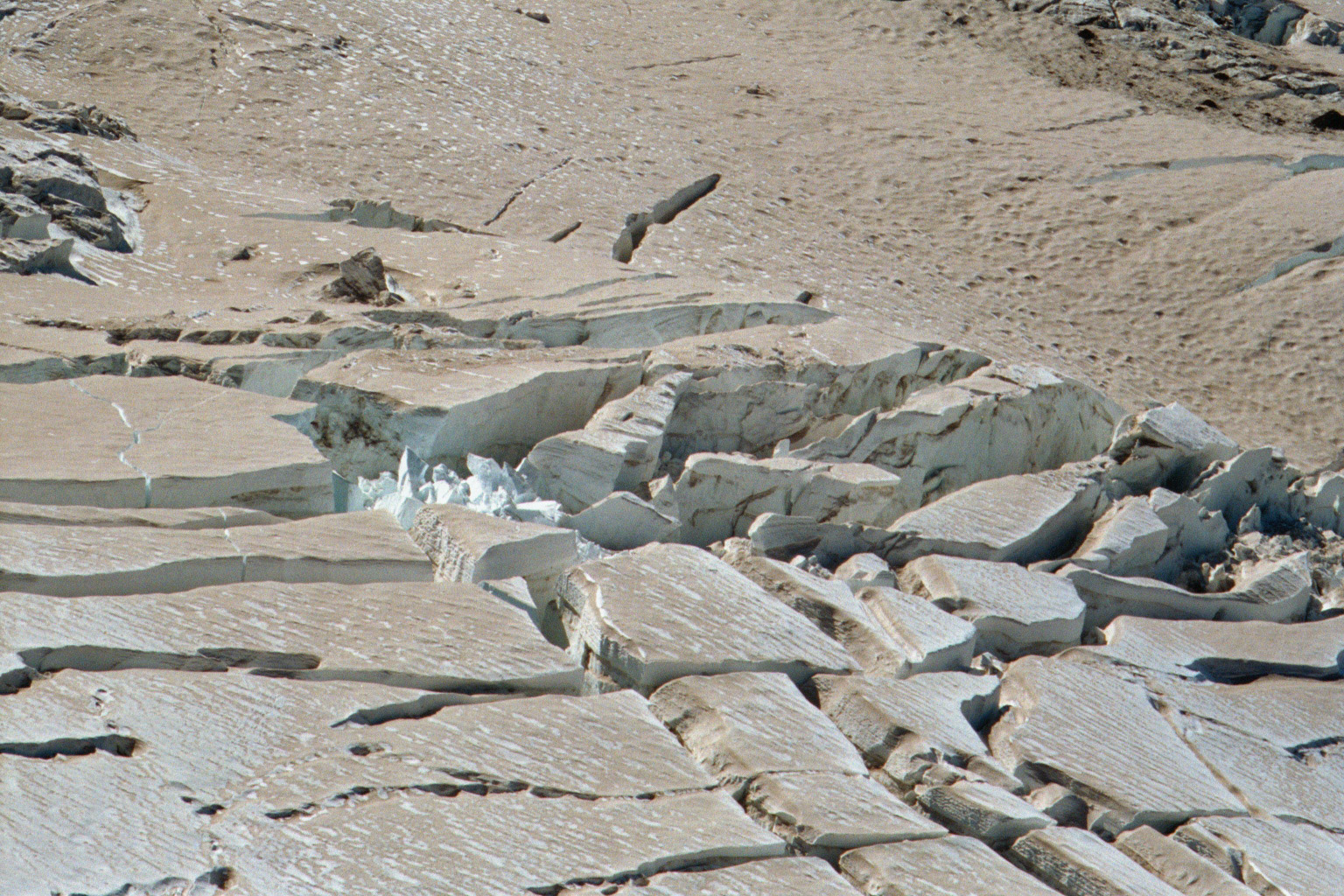
Seraky na ledovci Winthrop v národním parku Mount Rainier ve státě Washington